# Minuartia micrantha
Minuartia micrantha är en nejlikväxtart som beskrevs av Schischkin. Minuartia micrantha ingår i släktet nörlar, och familjen nejlikväxter. Inga underarter finns listade i Catalogue of Life.